# Монталь, Шарль де Монсонен
Шарль де Монсонен (фр. Charles de Montsau(l)nin; 1620 — 28 сентября 1696, Дюнкерк), граф де Монталь — французский генерал.

## Биография
Сын Адриена де Монсонена, сеньора дез Обю, и Габриели де Рабютен, дамы де Монталь.
Прапорщик Энгиенского полка (1638), участвовал во взятии форта Ле-Фигье и осаде Фуэнтеррабии, в 1639-м в осадах и взятии Сальса, Канета, Тантавеля. Капитан в том же полку (1640), в том году служил в Гиени. В ходе завоевания Руссильона участвовал в осаде и взятии Эльма (1641), Кольюра и Перпиньяна (1642), помощи Фликсу (1642), затем был направлен на Рейн, где принимал участие во Фрайбургском сражении, осадах и взятии Филиппсбурга, Гермесхайма, Шпайера, Вормса и Майнца (1644). Майор (1645), сражался в битве при Нёрдлингене и 20 декабря был назначен командующим в Филиппсбурге.
С детства был приближенным принца Конде, на стороне которого воевал во время Фронды. 14 ноября 1652 Конде назначил его губернатором Сент-Мену, а в следующем году произвел в кампмаршалы. В течение тридцати дней Монталь оборонял Сент-Мену от французских войск, выдержав ожесточенный штурм, и только по исчерпании средств к обороне сдался на самую почетную капитуляцию (1653). В награду принц сделал его губернатором недавно захваченного Рокруа.
Вернувшись на королевскую службу после заключения Пиренейского мира, получил губернаторство ставшего французским Рокруа из рук Людовика XIV и стал подполковником пехотного полка Конде. В 1667 году участвовал в осаде Шарлеруа и 17 июня был назначен губернатором этой крепости, в которой командовал до конца войны.
Кампмаршал (15.04.1672), в тот же день назначен в армию короля в Голландии. Был при взятии Везеля, Эмериха, переправе через Рейн, взятии Арнема, Скенка, Нимвегена, Кревкёра, острова Боммел и Залтбоммела, затем вернулся к Шарлеруа для наблюдения за противником. Отправившись оборонять Тонгерен, Монталь выступил оттуда, узнав о намерении противника обложить Шарлеруа. Во главе кавалерийской сотни проник во вражеский лагерь, под сильнейшим огнем прорвался к городу, а на следующий день провел успешную вылазку, заставив принца Оранского в ноябре снять осаду.
30 марта 1673 года был назначен командующим в Мазейке, Тонгерене и их районе, 23 августа переведен в армию принца Конде, державшую оборону в Нидерландах. Патентом от 10 декабря набрал кавалерийский полк своего имени.
21 января 1674 года назначен в армию, направленную во Франш-Конте, участвовал во всех осадах при завоевании этой провинции. 16 марта получил должность генерального наместника герцогства Бургундского в департаментах Осеруа, Осуа и Отюнуа, вакантную по смерти маркиза дю Тиля. Перейдя в Нидерланды под начало принца Конде, сражался в битве при Сенефе, во время которой атаковал противника, укрепившегося в этой деревне и в здании церкви. В бою был ранен в ногу.
26 марта 1675 был отставлен от наместничества в Бургундии и 15 октября назначен командующим в Эно, где и провел зиму.
Генерал-лейтенант армий короля (25.02.1676), 10 марта назначен во Фландрскую армию, был при взятии Конде, Бушена, оказании помощи Маастрихту, затем соединился с маршалом Креки в Кондросе, овладел Марш-ан-Фаменом и заставил неприятеля снять осаду Цвайбрюккена. Следующие два года оставался в Шарлеруа. В апреле 1678 сложил командование полком. Набрал два новых, один отдав сыну, другой зятю. Узнав о том, что принц Оранский направил в Монс крупный конвой, вместе с бароном де Кенси атаковал его эскорт, состоявший из полутора тысяч пехотинцев и пятисот всадников, разбил их и обратил в бегство, после чего захватил груз. Выступив на Монс, участвовал в осаде этой крепости войсками маршала Люксембурга и в сражении при Сен-Дени.
По условиям Нимвегенского мира Шарлеруа был возвращен испанцам и король 24 мая 1679 дал Монталю губернаторство в Мобёже, а 13 мая 1688 заменил его на должность губернатора недавно выстроенной Вобаном в излучине Мозеля крепости Мон-Руайяль.
Во время войны присоединений в 1684 году участвовал в военных действиях в Испанских Нидерландах и служил в корпусе, прикрывавшем осаду Люксембурга.
31 декабря 1688 граф де Монталь был пожалован в рыцари орденов короля.
30 апреля 1692 был назначен в армию дофина и маршала Люксембурга, командовал четырехтысячным кавалерийским отрядом в Лоншане, прикрывая осаду Намюра со стороны Брабанта, затем во главе Шампанской бригады сражался в битве при Стенкерке, прорвав порядки противника.
Задетый тем, что не был включен в список генералов, назначенных 27 марта 1693 маршалами Франции, не служил ни в том году, ни в следующем. По словам герцога де Сен-Симона многие были недовольны этим назначением, «однако из всех обиженных в свете сочли незаслуженно обойденными лишь герцога де Шуазёля, Молеврие и Монталя».

Монталь, высокий восьмидесятилетний старик, покрытый шрамами и потерявший на войне один глаз, заслужил немало отличий, не раз командуя важными операциями. Он прославился в битве при Флерюсе, а еще более в сражении при Стенкерке, где его действия определили исход сражения. Всё и все кричали о его заслугах, кроме него самого. Его мудрость и скромность вызывали всеобщее восхищение. Сам Король был тронут и пообещал исправить допущенную несправедливость. Монталь на некоторое время удалился в свои владения, затем вернулся к службе, надеясь на исполнение данных ему обещаний, каковые вплоть до его смерти так и остались обещаниями.— Сен-Симон. Мемуары. 1691—1701. — М., 2007. — С. 45
21 апреля 1695 года получил командование в районе Дюнкерка, Берга и Фюрна, «несмотря на почтенный 
возраст и обиду за то, что его обошли маршальским званием, спас Кнокке, добился немалых боевых успехов благодаря личному мужеству, полководческому таланту и осмотрительности». 27 июля, после двухдневной атаки, он овладел Диксмёйде, взяв шесть тысяч пленных. Захватив Дейнзе, также взял в плен гарнизон и по приказу короля отказался провести размен с союзниками. Умер в следующем году в Дюнкерке, рядом с которым на побережье стоял его отдельный корпус. «И в обществе, и в армии воздавали должное его 
заслугам и считали позорным, что он так и не был удостоен звания маршала Франции».

## Семья
Жена (1640); Габриель де Солаж (1612—29.03.1702), дочь Жана-Альбера де Солажа, сеньора де Камбулазе и де Саля, и Кассандры де Лафар
Дети:
- Луи (ум. 1686), маркиз де Монталь. Кампмейстер кавалерийского полка. Жена (17.03.1678): Маргерит-Генриетта де Со, дочь Ноэля де Со, графа де Таванна, маркиза де Мирбеля, и Габриели де Жобер де Барро
- Франсуа (ум. 1672), мальтийский рыцарь, капитан кавалерии. Убит в Нидерландах
- Франсуа-Иньяс (ум. 21.09.1691, Ландау), аббат Раньи, затем капитан кавалерии. Жена: Шарлотта-Мари де Байе, дочь Клода де Байе, сеньора де Докура в Шампани, и Маргерит дю Валь де Дампьер
- Кассандра-Мари (ум. 1685). Муж (4.03.1669): Франсуа-Эсташ Марион, граф де Дрюи, генерал-лейтенант

Поскольку граф де Монталь пережил своих детей ему наследовал внук Шарль-Луи де Монсонен.